# Embalse Yan Yean

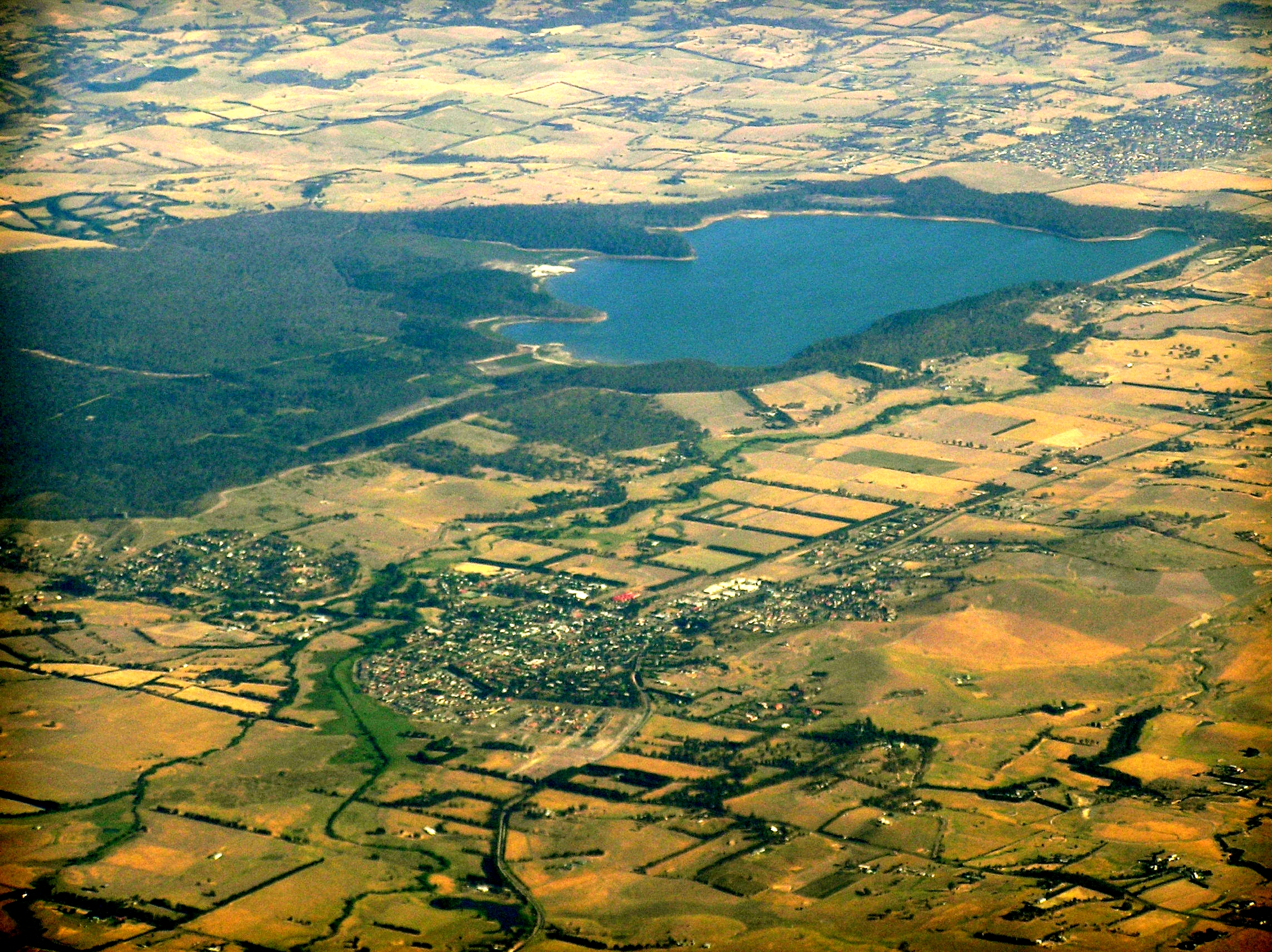
El embalse Yan Yean con Whittlesea al fondo

Embalse Yan Yean (Yan Yean Reservoir), es el abastecimiento de agua más antiguo de la ciudad de Melbourne, Australia. 
Se construyó en el río Plenty un afluente del río Yarra, a 30 km al norte de la ciudad. Un terraplén de 9,5 metros retiene 30.000 megalitros (30 millones de metros cúbicos) de agua. El trabajo comenzó en 1853 en el apogeo de la fiebre del oro, y le tomó cuatro años para construirlo con un costo de 750.000 libras esterlinas.
El depósito está gestionado por Melbourne Water como parte del sistema de suministro de agua para Melbourne.
En el momento de su finalización en 1857 fue el mayor embalse artificial en el mundo.
Fue diseñado por James Blackburn, un ingeniero civil inglés y ex inspector de sanidad de Londres, que fue trasladado a Tasmania como un convicto con los cargos de malversación de fondos. Tras ser indultado llegó a Melbourne en 1849.
El embalse Toorourrong, construido en 1883-1885, abastece de agua a Yan Yean a través de un acueducto.